# Кораблі підтримки типу «Абсалон»
Кораблі підтримки типу «Абсалон» (дан. Absalon-klassen) — серія з двох багатофункціональних кораблів ВМС Данії. Збудовані у 2004 рокові на корабе́льні Оденсе (Odense Staalskibsværft).

## Контекст появи
Після закінчення Холодної війни змінився характер бойових дій на морі. Імовірність зіткнення з рівним по силі противником суттєво знизилась, натомість зросла частота залучення флотів до  бойових дій низької інтенсивності, включаючи миротворчі та гуманітарні операції. Для цих цілей були потрібні більш багатофункціональні кораблі. Зменшення бюджетних асигнувань на військово-морських сил потребувало нових неординарних концепцій.
У 1985—1996 роках в Данії були збудовані 14 кораблів проекту «Стандарт Флекс 300» (патрульні катера типа «Флювефіскен»). Концептуальною особливістю цих кораблів було розміщення озброєння та обладнання у стандартних замінних модулях, вибір та встановлення яких дозволяє швидко змінювати призначення кораблів. Нині  вони використовуються як ракетні корвети, патрульні кораблі та тральщики.
До 2000 року перед ВМС Данії постала необхідність заміни застарілих типів кораблів: мінних загороджувачів типу «Фальстер», корветів типу «Нільс Юель» і ракетних катерів типу «Виллемоєс». Відповідно до вже випробуваної концепції «гнучкого корабля» був запропонований проект «Fleksibelt Stotteskib» (гнучкий корабель підтримки, FS) водотоннажністю близько 5000 т, здатного служити в якості:
- корабля управління;
- судна забезпечення;
- шпитальне судно;
- десантного корабля;
- транспорту для перевезення військ або евакуації цивільного населення;
- протичовнового корабля.

На заміну трьома старими типами кораблів (всього 17 одиниць) було запропоновано побудувати 6 нових корабля двох типів: 2 мультфункціональних корабля підтримки і 4 патрульних фрегата («Patruljeskibe», PS).
Проектування почалося в 2000 році, а на початку 2001 року Командування матеріального забезпечення ВМС Данії оголосило конкурс на будівництво двох кораблів. У конкурсі брали участь три верфі — «Данияярд» з Ольбергу, «Орсков» з Фредеріксхавн і «Оденсе» з Лінде (член консорціуму «Маєрск»). «Оденсе» виграло конкурс, і 16 жовтня 2001 р. отримала контракт на 110 млн доларів.
30 квітня 2003 року почався розкрій сталевих листів, 28 листопада 2003 року головний корабель був закладений і 25 лютого 2004 року спущений на воду. Корабель названий на честь єпископа Абсалона, одного з перших проповідників християнства в Данії. 19 жовтня 2004 року він увійшов до складу ВМС Данії. До цього часу, однак, єдиним встановленим на ньому зброєю була 127-мм гармата. У 2005 році корабель був озброєний ракетами «Гарпун» і ESSM, однак замість зенітних автоматів «Міленіум» в якості тимчасового озброєння були встановлені два ЗРК самооборони «Стінгер». 10 січня 2005 року «Абсалон» був оголошений боєздатним і увійшов до складу 3-ї ескадри ВМС Данії, проте в повному обсязі озброєння на ньому було встановлено тільки у 2007 році.
Другий корабель спущений на воду 21 червня 2004 року. Він отримав назву «Есберн Снеєр» на честь іншого данської проповідника християнства, сподвижника Абсалона.

## Конструкція

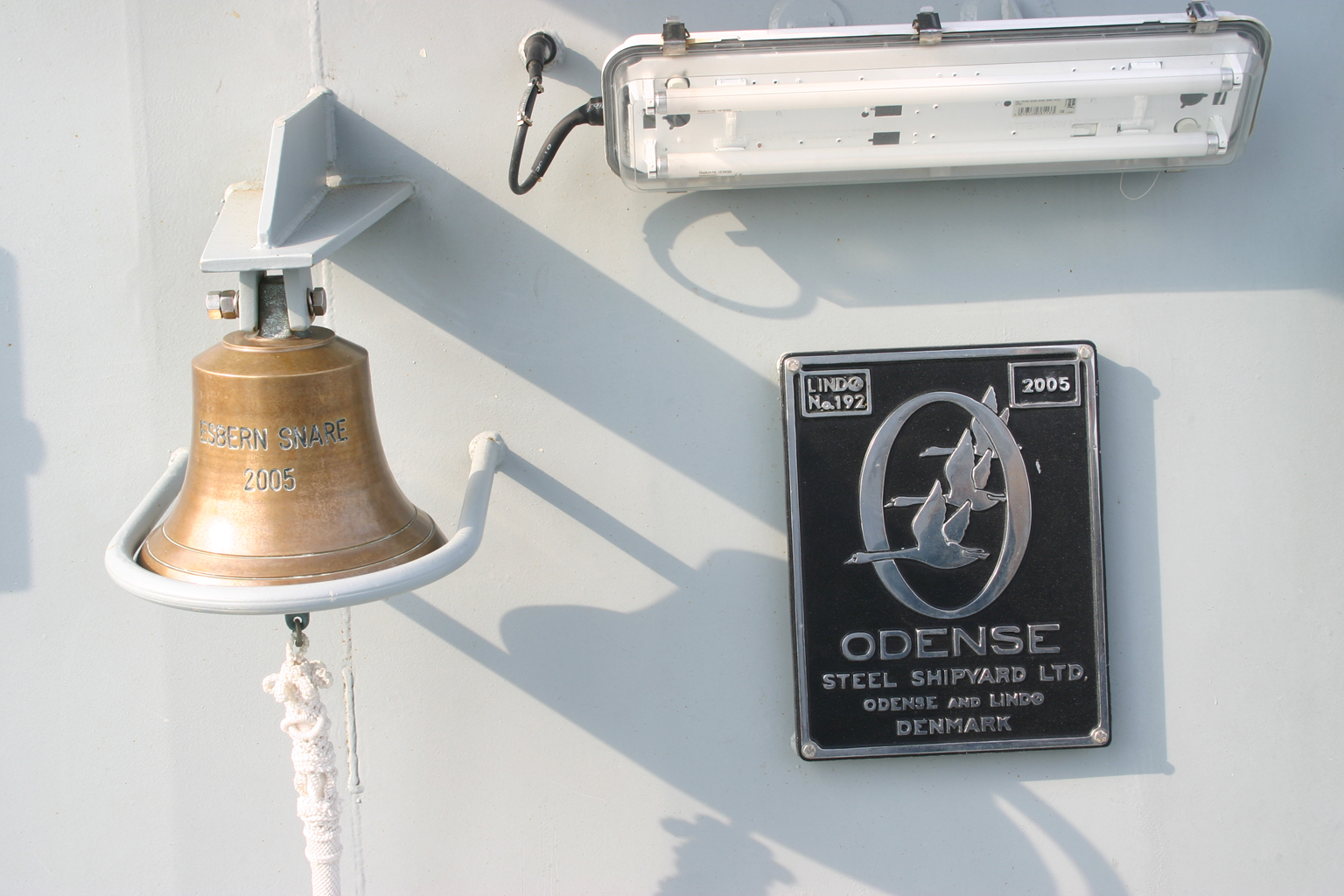
Колокол и закладна доска на «Эсберн Снаре» (L17)

Корабель являє собою поєднання бойового корабля, десантного транспорту, корабля управління і судна забезпечення.
Корпус зібраний з 11 великих секцій, виготовлених в критих цехах. При конструюванні застосовувалися елементи технології «стелс» — гладкі похилі поверхні бортів і щогл, повністю закрита палуба, високий фальшборт в середній частині корабля, що закриває з двох сторін збройову палубу. Люки на борту для передачі вантажів на ходу, рятувального пристрою, трапу, порт торпедного апарату і люк для катера обладнані герметичними кришками. Вжито також заходів для зниження помітності корабля у видимому, інфрачервоному і звуковому діапазонах.
Корпус розділений на 16 водонепроникних відсіків і має дві герметичних перебірки. Засоби боротьби для живучості включають подвійне резервування, зони автоматичного контролю несправностей, детектори несправностей і димові зони. Бортова система контролю за бойовими ушкодженнями постійно моніторить стан корабля і включає систему огляду з більш ніж 50 камер, автоматичне пожежогасіння, датчики та сигнали оповіщення, комп'ютер для контролю завантаження і остійності. Деякі елементи корпусу броньовані. Передбачено захист від хімічної та бактеріологічної зброї.
Надбудова складається з двох частин — носової та кормової. Між ними розташована збройова палуба з п'ятьма слотами (гніздами) для установки стандартних модулів StanFlex. В носовій надбудові знаходяться частина житлових приміщень екіпажу, а у верхній її частині — ходовий місток і бойовий інформаційний центр. Більшу частину кормової надбудови займає ангар для двох вертольотів EH-101. Корабель має три щогли, одна з яких розташована на носовій надбудові, дві інших — на кормовій.
Особливістю устрою корабля є наявність універсально палуби (Flex Deck) розміром 84 × 10,9 метрів, у кормовій частини котрої перебуває рампа для переміщення техніки вагою до 60 т. Універсальна палуба може використовуватись для:
- транспортування військової техніки (до 40 автомобілів або до 12 танків);
- розміщення штабу (на палубі монтуються контейнери з обладнанням та житловими приміщеннями для 70 осіб);
- десантних операцій (контейнери з житловими приміщеннями на 170 осіб);
- розміщення плавучого госпіталю (10 операційних та палат інтенсивної терапії, 40 пацієнтів);
- постановки мін (до 400 мін з мінними рейками).

Застосовані пристрої заспокоєння качки: бічні кілі, висувні стабілізатори.
В аварійній системі використовуються рятувальні рукави, які застосовуються в пасажирських літаках, за допомогою яких екіпаж спускається в рятувальні плоти.
Про будівництві широко використовувалося доступне на відкритому ринку комерційне обладнання, що дозволило знизити вартість корабля до € 170 млн, включаючи озброєння.

### Силова установка
Силова установка складається з двох 20-циліндрових двигунів MTU 20V8000 М70 (повна потужність 24 500 л. з). Як рушіїв застосовано 2 гвинта змінного кроку. Наявний носовий підрулюючий пристрій. Максимальна швидкість становить 24 вузли, дальність плавання — 9000 миль при швидкості 15 вузлів, на двох дизелях витрачає 12 тон палива на годину..

## Озброєння
Основна частина озброєння на кораблі розміщено у вигляді стандартних модулів системи StanFlex. 4 гнізда під модулі розташовуються на збройової палубі в середній частині корабля і один — на баці.

### Артилерія

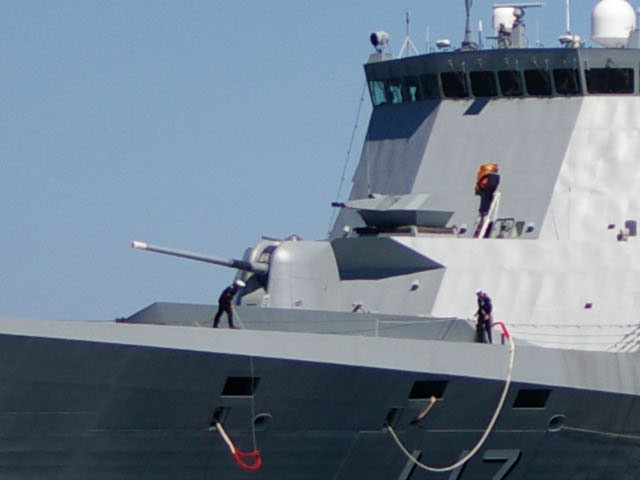
127-мм АУ Mk45 і 35-мм автомат «Міленіум» на «Есберн Снеєр»

Артилерійська установка у вигляді модуля Stanflex розташована в носовій частині корабля. Замість стандартної для датського флоту 76-мм установки «ОТО Мелара» використана 127-мм американська гармата Mk45 Mod 4 фірми BAE Systems Land & Armaments (колишня «United Defence»), башта якої виконана з композитних матеріалів із застосуванням «стелс»-технологій. Установка здатна стріляти далекобійними керованими снарядами ERGM (Extended Range Guided Munition) на відстань до 110 км з точністю 20 м.
Зенітна артилерія представлена двома 35-мм автоматами «Міленіум» розробки фірми «Ерлікон Контраверс». Одна установка розташована в носовій частині корабля між 127-мм гарматою і надбудовою, друга — у кормовій частині на даху ангара. Скорострільність досягає 1000 постр./хв. Застосовуються снаряди типу AHEAD з програмованими детонаторами і 152 вражаючими елементами, які здатні ефективно збивати крилаті ракети на відстані до 2000 м. Гармата змонтована в компактній вежі вагою 3200 кг разом зі снарядами, не вимагає для розміщення підпалубного простору і працює від акумуляторних батарей. Управління вогнем здійснюється оптико-радіолокаційним комплексом ТМХ/ЕО, оснащеним РЛС, телевізійною та інфрачервоною камерами і лазерним далекоміром.

### Протикорабельні ракети
Два з чотирьох модулів StanFlex на збройової палубі зайняті пусковими установками ПКР «Гарпун» AGM-84C Block II (4-8 ракет у кожному з двох модулів, всього до 16 ракет). Ракети пристосовані для враження цілей в прибережних водах, а також берегових цілей.

### Засоби протиповітряної оборони
Два інших модуля StanFlex відведені під дві установки вертикального пуску Mk48/Mk56. Установки відрізняються типами застосовуваних контейнерів з ракетами. Кожна УВП Mk48 Mod 3 вміщує 6 ракет «Сі Спарроу» (1 ракета в кожному контейнері) або 12 ракет ESSM (дві ракети в кожному контейнері), УВП Mk56 Mod 1 — 12 ракет ESSM в індивідуальних контейнерах.

### Протичовнове озброєння
Основною протичовновою зброєю служать два 3-трубних торпедних апарати для 324-мм «євроторпед» MU-90. Стрільба ведеться з обох бортів через лацпорти,які закриваються герметичними кришками .

### Десантні засоби

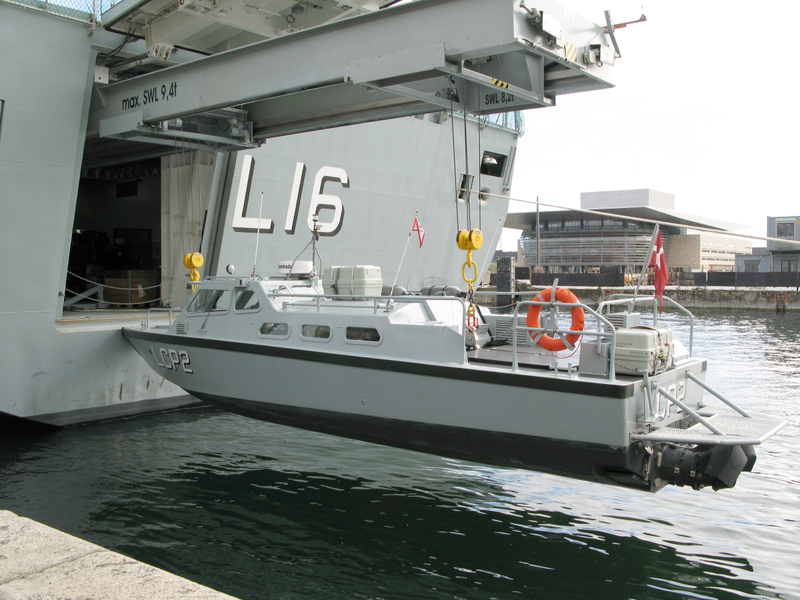
Спуск на воду десантного катеру

На кораблі розміщуються два десантних катери типу LCP шведської фірми «Storebro Bruks» водотоннажністю 6,5 т і довжиною 11,9 м. Катери створені з композитних матеріалів (вуглеволокно і вінілові смоли) на базі великого катера SRC-90E. Місткість катера становить 1-2 особи екіпажу і 10 споряджених солдатів (альтернативне навантаження — 1800 кг вантажу або 4 пацієнта на ношах). Двигун Scania DSI 14 V8 потужністю 625 к. с. з водометом Kameva 410 дозволяє розвинути швидкість катера 38-40 вузлів. Катер піднімається і спускається за допомогою монорейкового крана з кормового порту. Спуск і підйом може відбуватися під час ходу корабля.

### Засоби протидії
На кораблі встановлено шість керованих комп'ютером пускових установок Terma для пасивних перешкод. Чотири 130-мм 12-ствольних пускових установок Terma DL-12T встановлені побортно по обидва боки від ходового містка і вертолітного ангара. Ще дві ПУ DL-6T встановлені у задній частині ангара.
У вересні 2005 року EDO Corporation отримала контракт на поставку системи електронного протидії і спостереження ES 3701 для кораблів цього типу.

### Авіація
Корабель оснащений вертолітним ангаром для двох вертольотів EH101. Майданчик для вертольота має площу 850 m², здатний приймати вертольоти вагою до 20 т (такі, як Boeing CH-47D Chinook) і оснащений системою примусової посадки McTaggart Scott з палубним замком Harpoon.

## Кораблі типу
| Назва                   | Оригінальний номер | Номер | Закладений | Спущений   | У складі ВМС |
| ----------------------- | ------------------ | ----- | ---------- | ---------- | ------------ |
| HDMS Absalon (L16)      | L16                | F341  | 28.11.2003 | 25.02.2004 | 19.10.2004   |
| HDMS Esbern Snare (L17) | L17                | F342  | 24.03.2004 | 21.07.2004 | 18.04.2005   |